# Lisa Kudrow
Lisa Valerie Kudrow (Los Angeles, 30 juli 1963) is een Amerikaanse actrice. Ze won voor het spelen van Phoebe in de televisieserie Friends een Emmy Award in 1998, een American Comedy Award in 2000 en een Golden Satellite Award in 2001. Voor dezelfde rol werd ze genomineerd voor onder meer een Golden Globe en nog zes Emmy's.
Kudrow wilde oorspronkelijk dokter worden, net als haar vader. Ze was echter sinds haar kinderjaren bevriend met Jon Lovitz, die in het komische televisieprogramma Saturday Night Live beroemd werd. Ze werd lid van The Groundings, een toneelgroep voor improvisatie. Kudrows eerste rol was die van Ursula, de excentrieke serveerster in Mad About You (met Paul Reiser en Helen Hunt). Dit leidde tot haar rol als Phoebe in Friends en van Phoebes tweelingzus Ursula, die ook in Friends regelmatig opduikt.

## Filmografie
*Exclusief televisiefilms
- L.A. on $5 a Day (1989)
- Dance with Death (1991)
- The Unborn (1991)
- In the Heat of Passion (1992)
- In the Heat of Passion II: Unfaithful (1994)
- Friends (1994–2004)
- The Crazysitter (1995)
- Mother (1996)
- Romy and Michele's High School Reunion (1997)
- Clockwatchers (1997)
- Hacks (1997)
- The Opposite of Sex (1998)
- Analyze This (1999)
- Hanging Up (2000)
- Lucky Numbers (2000)
- All Over the Guy (2001)
- Dr. Dolittle 2 (2001, stem)
- Bark! (2002)
- Analyze That (2002)
- Marci X (2003)
- Wonderland (2003)
- Happy Endings (2005)
- Kabluey (2007)
- P.S. I Love You (2007)[1]
- The Other Woman (2008)
- Powder Blue (2009)
- Hotel for Dogs (2009)
- Paper Man (2009)
- Bandslam (2009)
- Easy A (2010)
- Bad Neighbours (2014)
- Unbreakable Kimmy Schmidt (2016)
- The Girl on the Train (2016)
- Grace and Frankie (2018)
- Booksmart (2019)
- The Good Place (2019-2020)
- Like a Boss (2020)

## Trivia
- Kudrow is tijdens Friends goede vriendinnen geworden met haar co-spelers, in het bijzonder Jennifer Aniston en Courteney Cox (respectievelijk Rachel en Monica in de serie).
- Toen Phoebe zwanger was in Friends was Kudrow in werkelijkheid ook zwanger.
- Kudrow heeft ook haar stem geleend aan de The Simpsons (1e aflevering van seizoen 10).